# Német rali

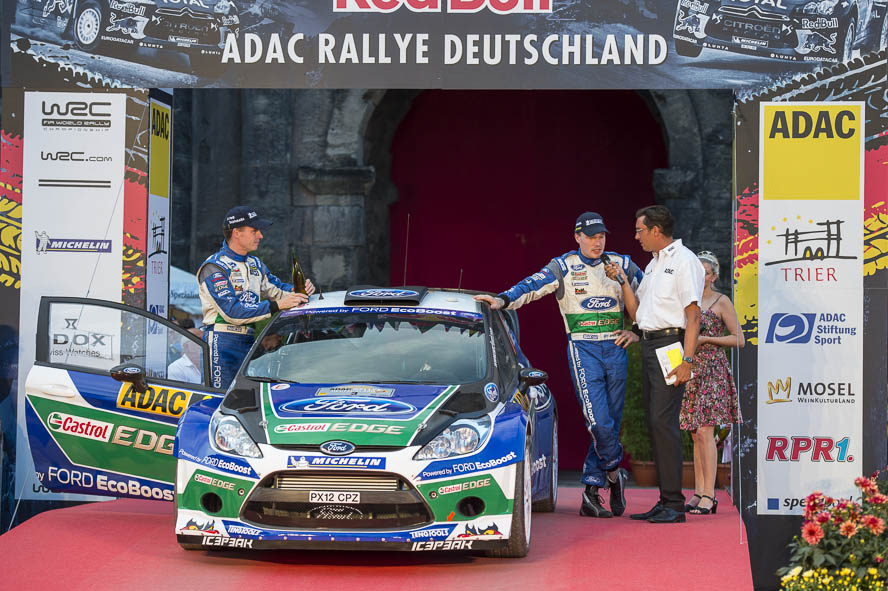
Ünnepélyes rajtceremónia a Porta Nigra előtti téren

A Német rali, jelenlegi nevén: ADAC Rallye Deutschland (korábban: OMV ADAC Rallye Deutschland) egy raliverseny Németországban.
Eredetileg Frankfurt, Mainz és Koblenz voltak a rendező városok, de 2000-ben áthelyezték a központot Trierbe és környékére. A verseny korábban az Európa-bajnokság és a Német Bajnokság fordulója is volt. 2002 óta a Rali-világbajnokság része.

## Történet

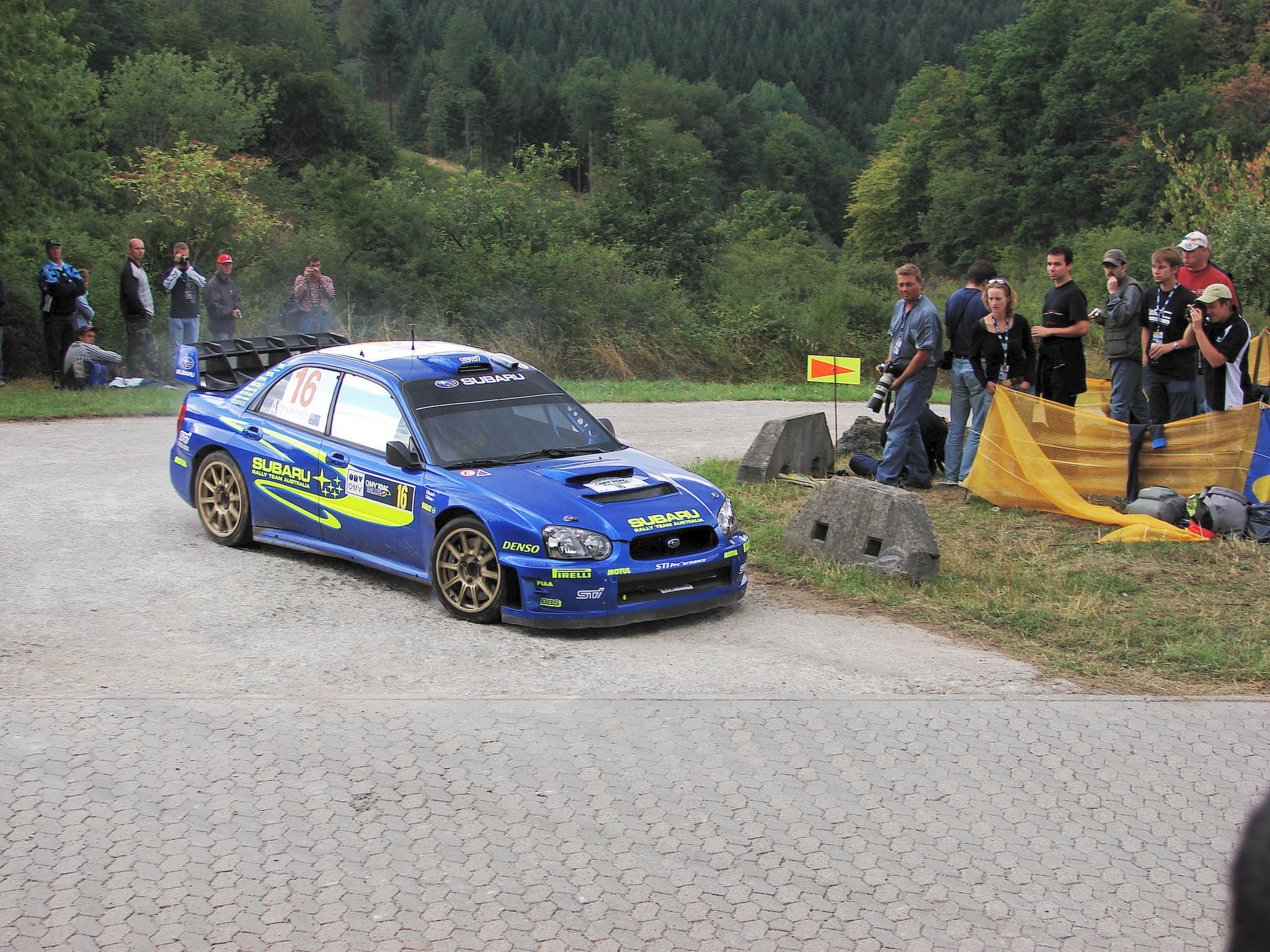
Chris Atkinson az Erzweiler szakaszon, 2006-ban

Az első, 1982-es verseny központja Frankfurt volt, a későbbi években viszont Mainz, Koblenz, Adenau és St. Wendel is otthont adott az eseménynek. A versenyközpontot 2000-ben Trierbe helyezték át, a szervezők pedig egy érdekes megoldással éltek: a versenyközpont, a Parc Fermé, a médiaközpont és a rajt/célceremónia Trierben volt, míg a szervizpark a körülbelül 60km-re lévő Bostalsee partján. Hagyományosan a verseny csütörtök reggel kezdődött a Shakedown-nal, majd ezután a versenyzők részt vettek a rajtceremónián Trierben. Ezután három versenynap következett, mindhárom nap más karakterisztikájú szakaszokkal.
Az első nap Triertől nem messze, a Mosel partján lévő szőlőültetvényeken keresztül vezettek a szakaszok; a szervizpark a Bostalsee-nél volt, az esti Parc Fermébe pedig visszaautóztak a csapatok Trierbe.
A második nap a Baumholder környéki katonai gyakorlópályákon kijelölt szakaszokkal, köztük a híres Panzerplatte szakasszal folytatódott, majd este egy nézőcsalogató városi szakasszal zárták a napot St. Wendelben.
A harmadik nap a Saar-vidék északi részén, St. Wendel körüli szakaszokkal folytatódott, a verseny utolsó szakasza a második nap már egyszer teljesített városi szakasz volt. A versenyzők ezután visszatértek az ünnepélyes célceremóniára Trierbe.

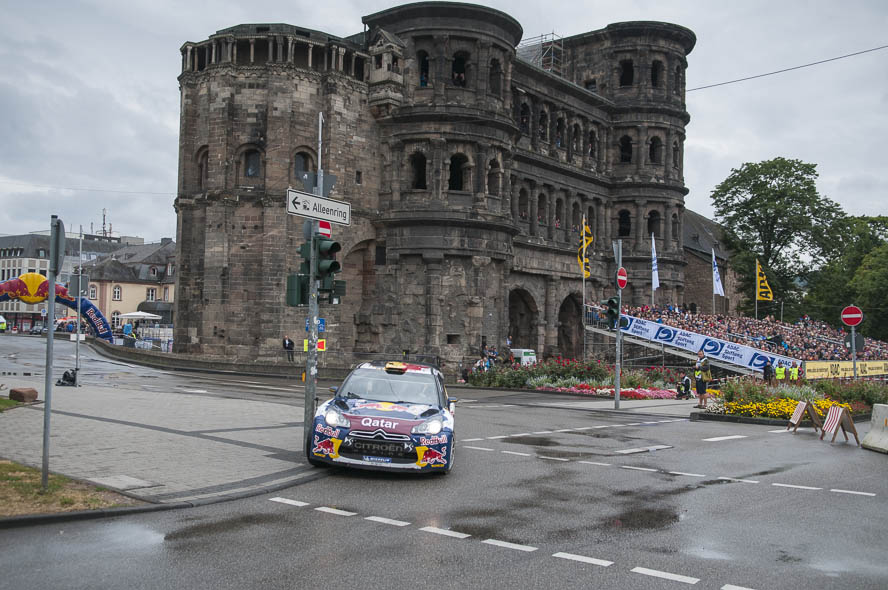
Thierry Neuville a Circus Maximus szakaszon a 2012-es versenyen; háttérben a Porta Nigra

Ez a program -a távoli helyszínek, és az ebből következő hosszú összekötő szakaszok miatt- rengeteg kritikát kapott a nézőktől, versenyzőktől, csapatoktól, és magától az FIA-tól is; ezért 2007-től kezdve a verseny teljes körű központja Trier lett. A szakaszok is változtak: a shakedownt a luxemburgi határ mellé helyezték át, emellett a Trier környéki szőlőföldeken kialakított szakaszok kaptak nagyobb hangsúlyt. Az első nap jellege nem változott, a második nap viszont a baumholderi katonai gyakorlópályák mellé a harmadik napról átkerültek Saar-vidéki szakaszok, a harmadik napon pedig ismét a szőlőföldeken zajlik a verseny. A verseny zárószakasza a 4.37km hosszú Circus Maximus szuperspeciál, mely a Porta Nigra mellett vezet el. A nézők itt választhatnak, hogy vagy a felállított lelátókról nézik a szakaszt, vagy a pálya mellé állnak.
A verseny népszerűsége töretlen, hiszen mind a francia, mind a belga, mind pedig a luxemburgi határhoz közel van. 2007-ben csak a Circus Maximus szakaszt 15000 néző követte; a verseny nézőszáma a 200000-et meghaladja minden évben.
A 2009-ben az FIA ritkította a világbajnokság naptárát, és rotációs rendszert vezetett be. Az az évi verseny emiatt elmaradt, egy évvel később viszont már visszatért a versenynaptárba, és azóta is biztos helye van. A legtöbbször Sébastien Loeb és Daniel Elena diadalmaskodott: kilenc győzelmükből nyolcat sorozatban szereztek, ami rekord.

## A szakaszok jellege

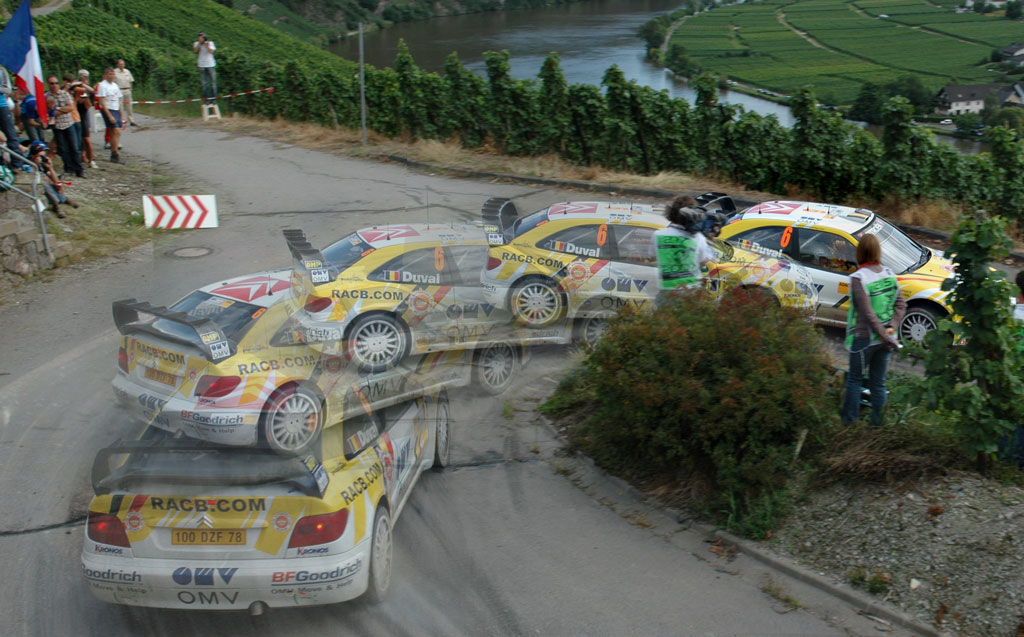
Francois Duval az egyik Mosel-vidéki szakaszon 2006-ban

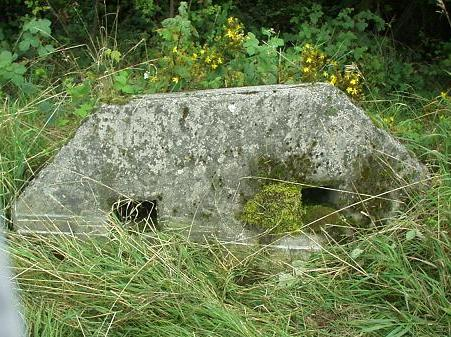
A Hinkelstein, aminek Petter Solberg nekiment 2004-ben

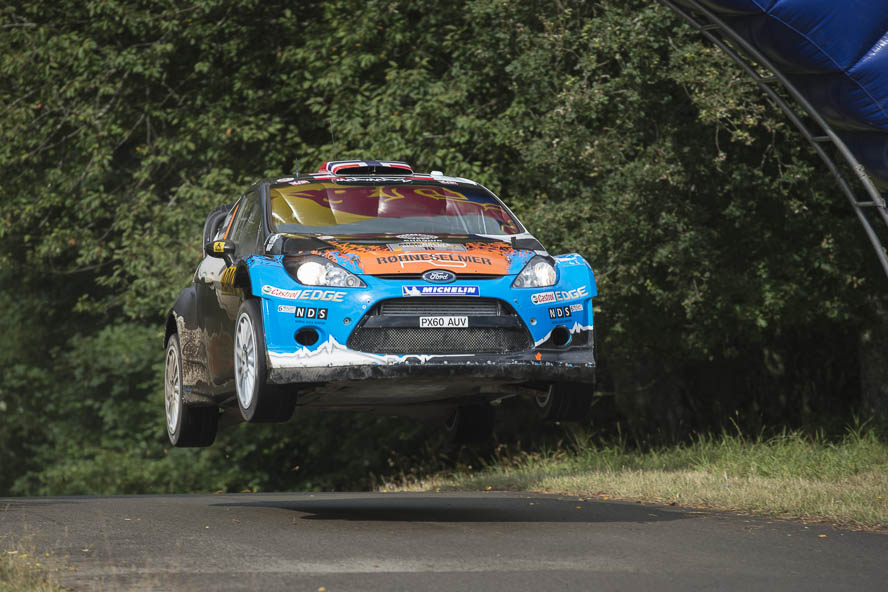
Mads Østberg a Panzerplatte híres ugratóján 2012-ben

Habár a versenyt teljes egészében aszfalton rendezik meg, a szakaszok jellege nagyon különböző, ezért is szokták a "három verseny az egyben" jelzőt használni.
A Mosel melletti szőlőföldek útjain kijelölt szakaszok jó minőségűek, de keskenyek, és a sok hajtűkanyar miatt igen kevés az egyenes szakasz. A nézők különösen szeretik ezeket a pályákat, ugyanis rengeteg helyen ülhetnek ki kőfalakra vagy a szőlőültetvénybe, gyakran alig pár méterre az ideális ívtől. Ez többször okozott már problémát, 2008-ban az egyik szakaszt törölni is kellett, mert a túl sok néző jelentette balesetveszély igen nagy volt.
A Baumholder melletti katonai gyakorlótéren kijelölt szakaszok semmiben sem hasonlítanak az első napi pályákra: betonosak vagy rossz minőségű aszfaltburkolatúak, sok a bukkanó, és rendkívül gyorsak. Emellett a gyakorlótéren az utat szegélyező hatalmas, tankok pályán tartása érdekében földbe ágyazott betontömbök (Hinkelstein) vannak, kis hibahatárt adva a versenyzőknek. A Saar-vidéki pályák szintén nagyon gyorsak, de ezek minősége nagyon jó, és bukkanók sincsenek. A harmadik nap pályái az első napihoz hasonlóak.
A szakaszok változatossága mellett sokszor az időjárás is megnehezíti a csapatok dolgát, hiszen az egyik szakaszon lehet, hogy ömlik az eső, míg a következő már csontszáraz. A 2004-es verseny volt ebből a szempontból a legnehezebb: a változó körülmények miatt többek között Marcus Grönholm, Gilles Panizzi, Dani Sola, Petter Solberg, Daniel Carlsson és Roman Kresta is összetörték az autójukat a verseny folyamán.

## Győztesek
| Szezon                           | Megnevezés                       | Versenyző                        | Navigátor                        | Autó                             |
| A Német rali-bajnokság részeként | A Német rali-bajnokság részeként | A Német rali-bajnokság részeként | A Német rali-bajnokság részeként | A Német rali-bajnokság részeként |
| -------------------------------- | -------------------------------- | -------------------------------- | -------------------------------- | -------------------------------- |
| 1982                             | 1. Rallye Deutschland            | Erwin Weber                      | Matthias Berg                    | Opel Ascona 400                  |
| 1983                             | 2. Rallye Deutschland            | Walter Röhrl                     | Christian Geistdörfer            | Lancia 037                       |
| 1984                             | 3. Rallye Deutschland            | Hannu Mikkola                    | Christian Geistdörfer            | Audi Sport Quattro               |
| 1985                             | 4. Rallye Deutschland            | Kalle Grundel                    | Peter Diekman                    | Peugeot 205 T16                  |
| 1986                             | 5. Rallye Deutschland            | Michèle Mouton                   | Terry Harryman                   | Peugeot 205 T16                  |
| 1987                             | 6. Rallye Deutschland            | Jochi Kleint                     | Manfred Hiemer                   | VW Golf GTI                      |
| 1988                             | 7. Rallye Deutschland            | Robert Droogmans                 | Ronny Joosten                    | Ford Sierra Cosworth             |
| 1989                             | 8. Rallye Deutschland            | Patrick Snijers                  | Dany Colebunders                 | Toyota Celica                    |
| 1990                             | 9. Rallye Deutschland            | Robert Droogmans                 | Ronny Joosten                    | Lancia Delta Integrale           |
| 1991                             | 10. Rallye Deutschland           | Piero Liatti                     | Luciano Tedeschini               | Lancia Delta Integrale           |
| 1992                             | 11. Rallye Deutschland           | Erwin Weber                      | Manfred Hiemer                   | Mitsubishi Galant VR-4           |
| 1993                             | 12. Rallye Deutschland           | Patrick Snijers                  | Dany Colebunders                 | Ford Escort Cosworth             |
| 1994                             | 13. Rallye Deutschland           | Dieter Depping                   | Peter Thul                       | Ford Escort Cosworth             |
| 1995                             | 14. Rallye Deutschland           | Enrico Bertone                   | Max Chiapponi                    | Toyota Celica                    |
| 1996                             | 15. Rallye Deutschland           | Dieter Depping                   | Fred Berssen                     | Ford Escort Cosworth             |
| 1997                             | 16. Rallye Deutschland           | Dieter Depping                   | Dieter Hawranke                  | Ford Escort Cosworth             |
| 1998                             | 17. Rallye Deutschland           | Matthias Kahle                   | Dieter Schneppenheim             | Toyota Corolla WRC               |
| 1999                             | 18. Rallye Deutschland           | Armin Kremer                     | Fred Berssen                     | Subaru Impreza WRC               |
| 2000                             | 19. Rallye Deutschland           | Henrik Lundgaard                 | Jens-Christian Anker             | Toyota Corolla WRC               |
| 2001                             | 20. Rallye Deutschland           | Philippe Bugalski                | Jean-Paul Chiaroni               | Citroën Xsara WRC                |
| A rali-világbajnokság részeként  |                                  |                                  |                                  |                                  |
| 2002                             | 21. ADAC Rallye Deutschland      | Sébastien Loeb                   | Daniel Elena                     | Citroën Xsara WRC                |
| 2003                             | 22. ADAC Rallye Deutschland      | Sébastien Loeb                   | Daniel Elena                     | Citroën Xsara WRC                |
| 2004                             | 23. OMV ADAC Rallye Deutschland  | Sébastien Loeb                   | Daniel Elena                     | Citroën Xsara WRC                |
| 2005                             | 24. OMV ADAC Rallye Deutschland  | Sébastien Loeb                   | Daniel Elena                     | Citroën Xsara WRC                |
| 2006                             | 25. OMV ADAC Rallye Deutschland  | Sébastien Loeb                   | Daniel Elena                     | Citroën Xsara WRC                |
| 2007                             | 26. ADAC Rallye Deutschland      | Sébastien Loeb                   | Daniel Elena                     | Citroën C4 WRC                   |
| 2008                             | 27. ADAC Rallye Deutschland      | Sébastien Loeb                   | Daniel Elena                     | Citroën C4 WRC                   |
| 2010                             | 28. ADAC Rallye Deutschland      | Sébastien Loeb                   | Daniel Elena                     | Citroën C4 WRC                   |
| 2011                             | 29. ADAC Rallye Deutschland      | Sébastien Ogier                  | Julien Ingrassia                 | Citroën DS3 WRC                  |
| 2012                             | 30. ADAC Rallye Deutschland      | Sébastien Loeb                   | Daniel Elena                     | Citroën DS3 WRC                  |
| 2013                             | 31. ADAC Rallye Deutschland      | Dani Sordo                       | Carlos del Barrio                | Citroën DS3 WRC                  |
| 2014                             | 32. ADAC Rallye Deutschland      | Thierry Neuville                 | Nicolas Gilsoul                  | Hyundai i20 WRC                  |
| 2015                             | 33. ADAC Rallye Deutschland      | Sébastien Ogier                  | Julien Ingrassia                 | Volkswagen Polo R WRC            |
| 2016                             | 34. ADAC Rallye Deutschland      | Sébastien Ogier                  | Julien Ingrassia                 | Volkswagen Polo R WRC            |
| 2017                             | 35. ADAC Rallye Deutschland      | Ott Tänak                        | Martin Järveoja                  | Ford Fiesta WRC                  |
| 2018                             | 36. ADAC Rallye Deutschland      | Ott Tänak                        | Martin Järveoja                  | Toyota Yaris WRC                 |
| 2019                             | 37. ADAC Rallye Deutschland      | Ott Tänak                        | Martin Järveoja                  | Toyota Yaris WRC                 |

### Statisztikák - versenyzők és csapatok, amelyek többször is diadalmaskodtak
| Győzelmek | Versenyző        |
| --------- | ---------------- |
| 9         | Sébastien Loeb   |
| 3         | Sébastien Ogier  |
| 3         | Dieter Depping   |
| 3         | Ott Tänak        |
| 2         | Erwin Weber      |
| 2         | Robert Droogmans |
| 2         | Patrick Snijers  |

| Győzelmek | Gyártók    |
| --------- | ---------- |
| 12        | Citroën    |
| 6         | Ford       |
| 6         | Toyota     |
| 3         | Volkswagen |
| 3         | Lancia     |
| 2         | Peugeot    |